# تريغفي فيدوم
تريغفي ماغنوس سلاغسفولد فيدوم (من مواليد 1 ديسمبر 1978) هو سياسي نرويجي يشغل منصب وزير المالية منذ عام 2021. وهو عضو في حزب الوسط، والذي قاده منذ عام 2014، وكان عضوًا في البرلمان (MP) عن هيدمارك منذ انتخابات عام 2005. شغل فيدوم أيضًا منصب وزير الزراعة والغذاء من عام 2012 إلى عام 2013.

## الحياة الشخصية
هو نجل المعلم ومؤلف كتب الأطفال تروند فيدار فيدوم والمعلمة كارين سيغريد سلاغسفولد (1949 – ). وهو متزوج من كاثرين ويرجلاند ولديه طفلان. كما أنه يحب الرقص.

### صحته
في مؤتمر الحزب في مارس 2023، كشف فيدوم أنه تم تشخيص إصابته بالتصلُّب المتعدد في عام 2020، لكنه خضع للعلاج واستقرت حالته بحلول عام 2021.